# Spalord
Spalord  (Malus domestica 'Spalord ') je ovocný strom, kultivar druhu jabloň domácí z čeledi růžovitých. Plody se sklízí v září, skladovatelné jsou do ledna.

## Historie

### Původ
Byla vyšlechtěna v ČR, ve  VŠÚO Holovousy s.r.o. Odrůda vznikla zkřížením odrůd 'Lord Lambourne' a 'Spartan'.

## Vlastnosti
Plody, zejména na sušším stanovišti silně propadávají.

### Růst
Růst odrůdy je střední. Koruna je rozložitá. Pravidelný řez je vhodný, zvláště letní. Plodonosný obrost tvoří kratší letorosty.

## Plodnost
Plodí brzy, bohatě a při dobré péči pravidelně.

## Plod
Plod je kulatý, velký. Slupka hladká, ojíněná, žlutozelené zbarvení překrývá tmavě červené nebo nafialovělé líčko. Dužnina je krémová se sladce navinulou chutí.

## Choroby a škůdci
Odrůda je podle některých zdrojů málo trpí strupovitostí jabloní a je odolná k padlí.

## Použití
Je vhodná ke skladování. Odrůdu lze použít do středních a vyšších poloh, do vlhkých půd. Je doporučována zálivka.